# Eleccions generals espanyoles de 1907
Les eleccions generals espanyoles de 1907 foren convocades el 21 d'abril de 1907, després de la crisi del govern liberal per la dimissió d'Eugenio Montero Ríos a causa dels Fets del ¡Cu-Cut! de 1906, sota sufragi universal masculí. En total foren escollits 404 diputats, i el partit més votat fou el Partit Conservador, dirigit per Antoni Maura. El partit liberal va restar molt afeblit, i endemés es presentà per separat la secció liberal demòcrata de José Canalejas y Méndez.
A Catalunya es presentà la coalició coneguda com a Solidaritat Catalana, que va assolir un èxit sense precedents en aplegar 40 diputats de la Lliga Regionalista (14), Partit Republicà Democràtic Federal (6), Unió Republicana (9), Centre Nacionalista Republicà (3), Carlins (6) i independents (2). Els republicans es presentaren per separat, i a Catalunya el grup antisolidari, dirigit per Lerroux, només va obtenir un escó. Durant la campanya es produí un atemptat lerrouxista a Barcelona contra els dirigents unionistes, en el que va resultar ferit de bala Francesc Cambó.
Fou elegit president del Congrés el conservador Eduardo Dato e Iradier, i president del Senat Marcelo de Azcárraga.
El cap de govern fou Antoni Maura, qui a causa de la Guerra del Marroc i la duríssima repressió dels fets de la Setmana Tràgica (amb l'escandalosa condemna a mort de Francesc Ferrer i Guàrdia) esdevingué força impopular i fou destituït l'octubre de 1909. Fou substituït aleshores pel liberal Segismundo Moret y Prendergast, però no comptava amb el suport del seu propi partit i hagué de dimitir el 9 de febrer de 1910, de manera que es convocaren noves eleccions.

## Composició de la Cambra
| ← Eleccions generals espanyoles, 21 d'abril de 1907 → |             |        |                                |
| Partit                                                | Percentatge | Escons | Líder                          |
| Partit Conservador                                    | 60,0%       | 242    | Antoni Maura                   |
| Partit Liberal                                        | 17,7%       | 73     | Segismundo Moret y Prendergast |
| Solidaritat Catalana                                  | 6,9%        | 41     | Enric Prat de la Riba          |
| Unió Republicana                                      | 3,2%        | 16     | Nicolás Salmerón               |
| Partit Demòcrata Monàrquic                            | 2,6%        | 9      | José Canalejas y Méndez        |
| Comunió Tradicionalista (jaumista)                    | 1,4%        | 8      | Matías Barrio Mier             |
| Catòlics independents                                 |             | 3      | Fernando María Ybarra          |
| PURA                                                  | 1,1%        | 2      | Vicente Blasco Ibáñez          |
| Partit Integrista                                     | 1,1%        | 2      | Juan de Olazábal               |
| Republicans antisolidaris                             | 0,9%        | 1      | Alejandro Lerroux              |
| Independents                                          |             | 3      |                                |

## Resultats per circumscripcions

### Catalunya
- Barcelona
  - Ramon Albó i Martí (Solidaritat Catalana) (Lliga)
  - Josep Bertran i Musitu (Solidaritat Catalana) (Lliga)
  - Marià Bordas i Flaquer (Solidaritat Catalana) (Carlí)
  - Eduard Calvet i Pintó (Solidaritat Catalana) (Republicà)
  - Francesc Cambó i Batlle (Solidaritat Catalana) (Lliga)
  - Jaume Cruells i Sallarès (Solidaritat Catalana) (Republicà)
  - Lluís Ferrer-Vidal i Soler (Solidaritat Catalana) (Lliga)
  - Ignasi Girona i Vilanova (Solidaritat Catalana) (Lliga)
  - Amadeu Hurtado i Miró (Solidaritat Catalana) (Republicà)
  - Emili Junoy i Gelabert (Solidaritat Catalana) (Republicà)
  - Miquel Junyent i Rovira (Solidaritat Catalana) (Carlí)
  - Laureà Miró i Trepat (Solidaritat Catalana) (Republicà)
  - Francesc Pi i Arsuaga (Solidaritat Catalana) (Republicà)
  - Josep Puig i Cadafalch (Solidaritat Catalana) (Lliga)
  - Frederic Rahola i Trèmols (Solidaritat Catalana) (Lliga)
  - Nicolás Salmerón y Alonso (Solidaritat Catalana) (Republicà)
  - Leonci Soler i March (Solidaritat Catalana) (Lliga)
  - Ildefons Sunyol i Casanovas (Solidaritat Catalana) (Republicà)
  - Josep Maria Vallès i Ribot (Solidaritat Catalana) (Republicà)
  - Hermenegildo Giner de los Ríos (Partit Republicà Radical)
  - Alejandro Lerroux García (Partit Republicà Radical)
  - Trinidad Rius i Torres
  - Joan Sol i Ortega (republicà)
  - Josep Zulueta i Gomis (Partido Reformista)
- Girona
  - Joan Ventosa i Calvell (Solidaritat Catalana) (Lliga)
  - Eusebi Bertrand i Serra (Solidaritat Catalana) (Lliga)
  - Joaquim Salvatella i Gibert (Solidaritat Catalana) (Republicà)
  - Manuel Bofarull i de Palau (Solidaritat Catalana) (Carlí)
  - Eusebi Corominas i Cornell (Solidaritat Catalana) (Republicà)
  - Pere Llosas i Badia (Solidaritat Catalana) (Carlí)
  - Juli Marial i Tey (Solidaritat Catalana) (Republicà)
  - Josep Torras i Sampol (Solidaritat Catalana) (Republicà)
  - Robert Robert i Surís (Conservador)
- Lleida
  - Felip Rodés i Baldrich (Solidaritat Catalana) (Lliga)
  - Francesc Macià i Llussà (Solidaritat Catalana)
  - Josep Llari i Areny (Solidaritat Catalana)
  - Joan Garriga i Massó (Solidaritat Catalana) (Lliga)
  - Joan Moles i Ormella (Solidaritat Catalana) (Republicà)
  - Pere Milà i Camps (Solidaritat Catalana)
  - Emili Riu i Periquet (Liberal)
  - Lorenzo María Alier y Cassi
- Tarragona
  - Jaume Carner i Romeu (Solidaritat Catalana) (Republicà)
  - Ramon Mayner Socies (Solidaritat Catalana) (Republicà)
  - Julià Nougués Subirà (Solidaritat Catalana) (Republicà)
  - Manuel Raventós i Domènech (Solidaritat Catalana) (Lliga)
  - Josep de Suelves i Montagut, marquès de Tamarit (Solidaritat Catalana) (Carlí)
  - Adolfo Navarrete y de Alcázar (Conservador)
  - Agustí Querol i Subirats (Conservador)
  - Joan Caballé i Goyeneche (Partido Reformista)

### Illes Balears
- Josep Cotoner Allendesalazar, comte de Sallent (Conservador)
- Antoni Maura i Montaner (Conservador)
- Alexandre Rosselló i Pastors (Liberal)
- Lluís Tur i Palau (Conservador)
- Josep de Olives Magarola (Conservador)
- Josep Socias Gradolí (Conservador)
- Luis de San Simón y Ortega (Conservador)

### País Valencià
- Alacant
  - José Canalejas i Méndez (Liberal)
  - Trinitario Ruiz Valarino (Liberal)
  - José Francos Rodríguez (Liberal)
  - Baldomero Vega de Seoane y Andrea Pérez (Liberal)
  - José Jorro Miranda (Conservador)
  - Manuel Antón Ferrandiz (Conservador)
  - Federico Escario García (Conservador)
  - Alfonso Pardo y Manuel de Villena (Conservador)
  - Alejandro Sendra Burgos (Conservador)
  - Francisco Viudes Girón (Conservador)
- Castelló
  - Antonio de Castro Casaleiz (Conservador)
  - Pedro de Govantes y Azcárraga, comte d'Albay (Conservador)
  - Juan Navarro Reverter y Gomis (Liberal)
  - Salvador Guinot Vilar (Liberal)
  - Manuel Iranzo Benedito (Liberal)
  - Bernardino de Melgar Abreu (Conservador)
  - Diego O'Connor White (Conservador)
- València
  - Vicent Blasco Ibáñez (PURA)
  - Fèlix Azzati i Descalci (PURA)
  - Rodrigo Soriano y Barroeta-Aldamar (PURA)
  - Adolfo Beltrán Ibáñez (PURA)
  - Julio Cervera Baviera (PURA)
  - Adolfo Gil y Morte (PURA)
  - Francisco Trénor Palavicino (Conservador)
  - Evaristo Crespo Azorín (Conservador)
  - Joaquín Ariza y Díez de Bulnes (Conservador)
  - Vicente Calabuig Carrá (Conservador)
  - Antonio Lázaro Tensa (Conservador)
  - Francisco de Laiglesia y Auset (Conservador)
  - José Montesinos Checa (Conservador)
  - Vicente Noguera y Aquavera (Conservador)
  - Eduardo Vilar Torres (Conservador)
  - Fidel García Berlanga (Liberal)
  - Carlos Testor Pascual (Liberal)